# Condado de Athens
El condado de Athens (en inglés: Athens County) es uno de los 88 condados del estado estadounidense de Ohio. La sede del condado es Athens así como su mayor ciudad. El condado tiene una superficie de 1.317 km² (de los cuales 5 km² están cubiertos por agua), su población era de 62.223 habitantes, y la densidad de población es de 47 hab/km² (según censo nacional de 2000). Este condado fue fundado el 1 de marzo de 1805.